# 윤강호
윤강호(생년 미상 ~ )는 조선민주주의인민공화국의 정치인이다. 전 조선로동당 중앙위원회 후보위원 겸 내각 로동상이다.

## 경력
2019년 1월, 정영수 후임으로 내각 로동상에 임명되었다. 2019년 4월, 조선로동당 제7기 제4차 전원회의에서 조선로동당 중앙위원회 후보위원으로 선출되었다.

## 최고인민회의 대의원
2019년 3월 최고인민회의 제609호 주남선거구 제14기 대의원으로 선출되었다.